# 世田谷駅
世田谷駅（せたがやえき）は、東京都世田谷区世田谷四丁目にある、東急電鉄世田谷線の停留場である。駅番号はSG05。

## 歴史
- 1925年（大正14年）1月18日：開設。
- 2013年（平成25年）3月31日：世田谷1号踏切道拡幅に伴い、上下線ホームを三軒茶屋駅方へ約10m移設。

## 停留場構造
相対式ホーム2面2線を有する地上駅。
通常時は無人駅であるが、毎年12月と1月に計4日間開催される世田谷ボロ市開催日には、駅員が臨時配置され、運賃受領・乗降整理等を行う。

### のりば
| ホーム | 路線     | 方向 | 行先               |
| ------ | -------- | ---- | ------------------ |
| 南側   | 世田谷線 | 下り | 上町・下高井戸方面 |
| 北側   | 世田谷線 | 上り | 三軒茶屋方面       |

## 利用状況
当停留場だけの乗車人員は公表されていない。世田谷線全線での乗車人員は東急世田谷線#利用状況を参照のこと。

## 停留場周辺

### 官公庁・公共施設
- 世田谷区役所：下高井戸方面からの最寄駅。
- 世田谷区民会館
- 世田谷税務署
- 世田谷図書館

### 郵便局・金融機関
- 世田谷四郵便局

### 史跡・自然
- 円光院

### 店舗
- ボロ市通り

## バス路線
世田谷駅前（東急バス・小田急バス）
- 西方向
  - <渋21> 上町駅（東急）
  - <渋22> 用賀駅 - 上町・農大前経由（東急）
  - <渋23> 祖師ヶ谷大蔵駅 - 上町・農大前・千歳船橋経由（東急）
  - <渋24> 成城学園前駅西口 - 上町・農大前・成育医療研究センター前経由（東急・小田急）
  - <渋26> 調布駅南口 - 上町・農大前・成育医療研究センター前・狛江駅北口・狛江営業所経由（小田急）
  - 桜小学校（上町経由）（東急） ※ 出入庫系統
- 東方向
  - <渋21・渋22・渋23・渋24> 渋谷駅 - 三軒茶屋・大橋経由（東急）
  - <渋24・渋26> 渋谷駅 - 三軒茶屋・大橋経由（小田急）
  - <等11> 等々力操車所 - 駒沢・深沢不動前・等々力経由 （東急）
- 北方向
  - <等13> 梅ヶ丘駅 - 世田谷区民会館・国士舘大学経由（東急）
- 南方向
  - <等13> 等々力操車所 - 駒沢・深沢不動前・等々力経由（東急）

## 隣の停留場
東急電鉄
 世田谷線
松陰神社前駅 (SG04) - 世田谷駅 (SG05) - 上町駅 (SG06)